# Mihaela Popa
Pour les articles homonymes, voir Popa.
Mihaela Popa, née le 16 avril 1962 à Huși, est une femme politique roumaine.
Membre du Parti démocrate-libéral, elle est députée européenne de 2007 à 2009, et sénatrice roumaine de 2008 à 2016.